# Tirreno-Adriático 1992
La XXVII edición del Tirreno-Adriático se disputó entre el 11 y el 18 de marzo de 1992 con un recorrido de 1.166 kilómetros con salida en Ostia y llegada a San Benedetto del Tronto. El ganador de la carrera fue el danés Rolf Sørensen del Ariostea.

## Etapas
| Etapa | Fecha       | Recorrido                             | km    | Ganador         | Líder           |
| ----- | ----------- | ------------------------------------- | ----- | --------------- | --------------- |
| 1ª    | 11 de marzo | Ostia - Ostia (CRI)                   | 8,0   | Erik Breukink   | Erik Breukink   |
| 2ª    | 12 de marzo | Ostia - Viterbo                       | 192,0 | Stefano Colage  | Erik Breukink   |
| 3ª    | 13 de marzo | Lago de Vico - Frosinone              | 191,0 | Rolf Sørensen   | Andrea Chiurato |
| 4ª    | 14 de marzo | Cassino - Sora                        | 191,0 | Davide Cassani  | Andrea Chiurato |
| 5ª    | 15 de marzo | Cerro al Volturno - Paglieta          | 168,0 | Moreno Argentin | Andrea Chiurato |
| 6ª    | 16 de marzo | Paglieta - Monte Conero               | 214,0 | Moreno Argentin | Rolf Sørensen   |
| 7ª    | 17 de marzo | Torre San Patrizio - Montegranaro     | 184,5 | Moreno Argentin | Rolf Sørensen   |
| 8ª    | 18 de marzo | S.B del Tronto - S.B del Tronto (CRI) | 18,3  | Erik Breukink   | Rolf Sørensen   |

## Clasificaciones finales

### General
| Posición | Ciclista          | Equipo    | Tiempo      |
| -------- | ----------------- | --------- | ----------- |
| 1        | Rolf Sørensen     | Ariostea  | 31h 05' 54" |
| 2        | Raúl Alcalá       | PDM       | + 13"       |
| 3        | Fabian Jeker      | Helvetia  | + 34"       |
| 4        | Andrea Chiurato   | Gatorade  | + 1' 06"    |
| 5        | Davide Cassani    | Ariostea  | + 1' 08"    |
| 6        | Beat Zberg        | Helvetia  | + 1' 15"    |
| 7        | Laurent Brochard  | Castorama | + 1' 16"    |
| 8        | Stephen Roche     | Carrera   | + 1' 22"    |
| 9        | Gianluca Pierobon | ZG Mobili | + 1' 28"    |
| 10       | Leonardo Sierra   | ZG Mobili | + 1' 39"    |